# Mompha phalaropis
Mompha phalaropis é uma espécie de mariposa do gênero Mompha pertencente à família Coleophoridae.